# Thomasomys vestitus
Thomasomys vestitus é uma espécie de roedor da família Cricetidae.
Apenas pode ser encontrada na Venezuela.